# Edouard de Bièfve
Edouard de Bièfve [ejtsd: biév] (Brüsszel, 1809. december 4. – Brüsszel, 1882. február 7.) belga portré- és történelmi festő.

## Élete
Szülővárosának művészeti akadémiáján kezdte tanulmányait, majd 1828-1830-ig Joseph Paelinck történeti festő műtermében dolgozott. Már 1828-ban fellépett egy mitológiai képével, melyet 1830-ban Masaniello című, 1835-ben pedig Krisztus megkorbácsolása című képe követett.

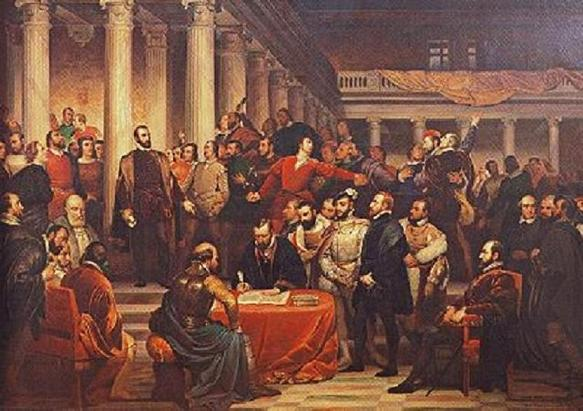
A németalföldi nemesi rendek egyezségének aláírása 1566 február 16-án

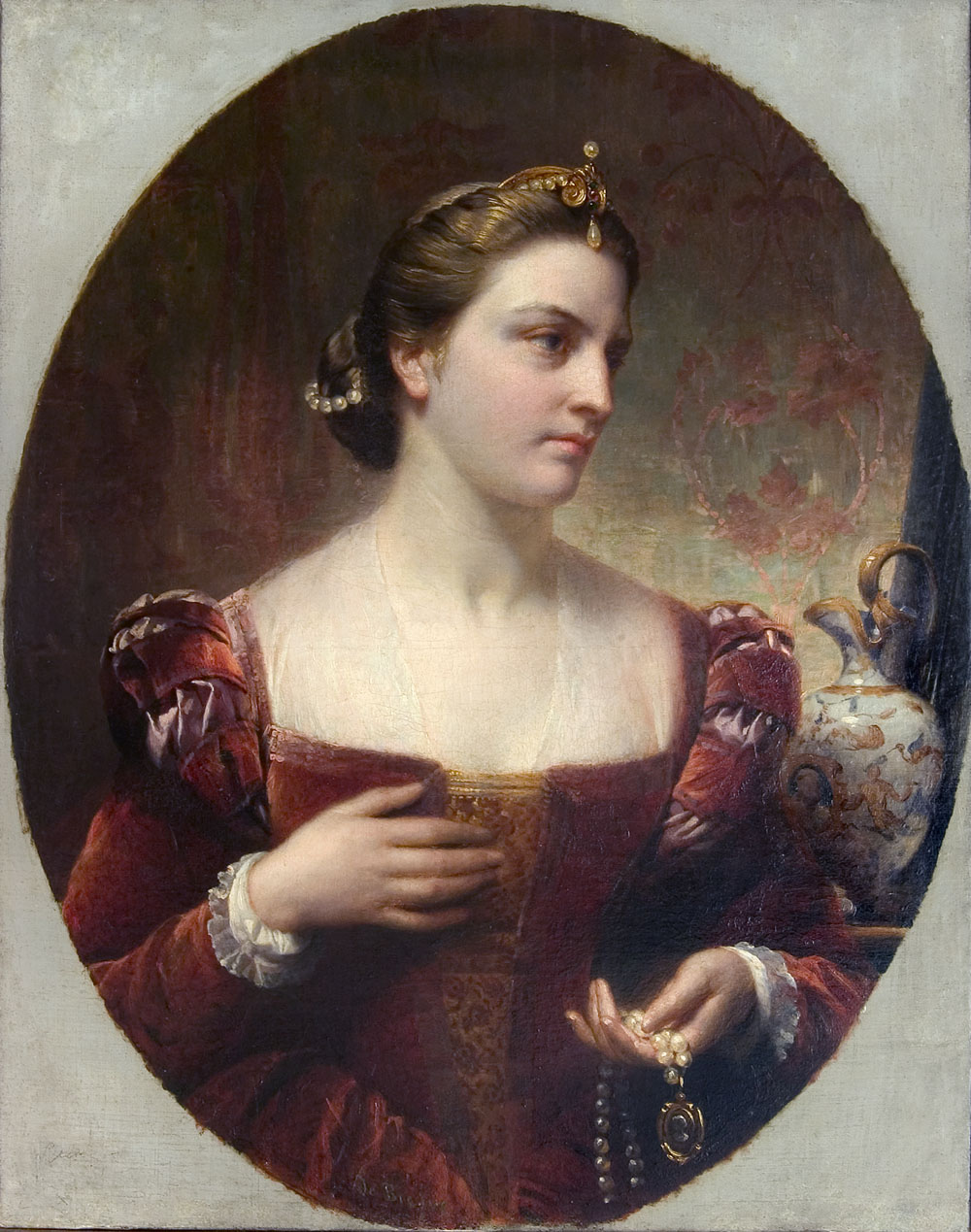
Dániai Alexandra brit királyné

Van Dyck tanulmányozása után szakított azzal a plasztikus festésmodorral, melyre a David-féle iskolához tartozó mestere tanította és az új belga iskola három nagy úttörője: Wappers, Gallait és de Kayser mellécsatlakozott Dante eszméje szerint készített nagy festményével, mely Ugolino grófot és fiait ábrázolja a pisai toronyban.
Nem kevésbé jelentékeny volt következő műve: Boleyn Anna utolsó pillanatai. Legnevezetesebb festménye: A németalföldi nemesi rendek egyezségének aláírása 1566 február 16-án, melyet a belga nemzeti múzeum számára vásároltak meg. A porosz király megrendelése folytán festette következő képét: I. Károly, Anglia királya felékesíti Rubenst az aranylánccal; a brüsszeli tanács termét díszíti a királyságot megalapító Belgium című festménye.